# Pribeta
Pribeta (allemand : Berbetin ) est un village de Slovaquie situé dans la région de Nitra.

## Histoire
Première mention écrite du village en 1312.

## Démographie

### Évolution de la population
| Année:               | 1994. | 2004.   | 2014.   | 2024.   |
| -------------------- | ----- | ------- | ------- | ------- |
| Nombre de personnes: | 3197  | 3060    | 2901    | 2635    |
| Différence:          |       | -4,28 % | -5,19 % | -9,16 % |

| Année:               | 2023. | 2024.   |
| -------------------- | ----- | ------- |
| Nombre de personnes: | 2665  | 2635    |
| Différence:          |       | -1,12 % |